# Шахотько, Людмила Петровна
Людми́ла Петро́вна Шахо́тько (бел. Людмі́ла Пятро́ўна Шахо́цька; 15 июля 1940 года, Ржев, РСФСР, СССР — 23 октября 2016 года, Минск, Республика Беларусь) — советский и белорусский демограф, экономист, социолог и географ, кандидат экономических наук, доктор социологических наук, профессор.

## Биография
В 1962 г. окончила Белорусский государственный университет (БГУ), географический факультет. В 1962—1981 гг. — старший научный сотрудник Научно-исследовательского института экономики Министерства экономики Республики Беларусь. В 1981—1991 гг. — старший научный сотрудник, Институт экономики НАН Беларуси. В 1991—1994 гг. — старший научный сотрудник Института социологии НАН Беларуси. В 1994—2004 гг. — заместитель директора по науке и заведующая отделом демографических исследований и занятости населения Института статистики.
С 2004 г. — главный научный сотрудник Института экономики НАН Беларуси. На протяжении последних 30 лет преподавала демографию в ряде университетов Беларуси.

## Направления научных исследований
Исследования закономерностей демографического развития Беларуси, её демографических структур. Изучение социально-экономических проблем семьи, брачности, разводимости; репродуктивных установок и рождаемости; здоровья, средней продолжительности предстоящей жизни и смертности; миграционных процессов. Разработка программ переписей. Методика демографических прогнозов. Прогнозирование развития демографических процессов. Проблемы демографической безопасности, регулирование демографических процессов, концепция демографической политики

## Публикации
Опубликовано более 350 научных работ, среди которых 7 авторских монографий; более 60 разделов в коллективных книгах; статьи в энциклопедических изданиях, в журналах «Социологические исследования», «Вопросы статистики», «Экономические и социальные перемены: факты, тенденции, прогноз», «Белорусский экономический журнал», «Социология», «Беларуская думка» и др научных изданиях Беларуси, России, Украины, Польши, Чехии, и др. сборниках научных трудов ведущих научно-исследовательских институтов, в научном интернет-журнале «Демоскоп Weekly» на сайте http://demoscope.ru Архивная копия от 28 ноября 2019 на Wayback Machine

### Авторские монографии
1. Шахотько Л. П. Рождаемость в Белоруссии (Социально-экономические вопросы). — Минск: «Наука и техника», 1975 г. — 167 с.
2. Шахотько Л. П. О демографической политике в области рождаемости: Доклад на рабочем заседании I Всесоюзной научной школы по проблемам народонаселения «Управление процессами развития народонаселения в развитом социалистическом обществе.» (г. Брест 27 мая — 2 июня 1979 г. Минск, 1979 г.). — Минск: БелНИИНТИ, 1979. — 18 с.
3. Шахотько Л. П. Воспроизводство населения Белорусской ССР. Под ред. А. А. Ракова. — Минск: Наука и техника, 1985. — 128 с.
4. Шахотько Л. П. Население Республики Беларусь в конце XX века / Научно-исследовательский институт статистики при Минстате Республики Беларусь. — Минск: НИИС, 1996. — 251 с.
5. Шахотько Л. П. Экономическая демография. Перепись населения: Учебное пособие /Учреждение образования Бел. коммерч. ун-т упр. — Минск: УП «Технопринт», 2002. — 78 с.
6. Шахотько Л. П. Социальная демография: переписи населения, методология, методика, результаты. Учебное пособие. — Минск: Академия управления при Президенте Республики Беларусь, 2005. — 61 с.
7. Шахотько Л. П. Модель демографического развития Республики Беларусь / Нац. акад. наук Беларуси, Ин-т экономики. — Минск: Беларус. Навука, 2009. — 439 с.

### Разделы в книгах
- Перспективы роста населения и вопросы. активизации демографической политики в Белорусской ССР. / Раков А. А., Шахотько Л. П. (под редакцией В. Ф. Медведева) ДСП Минск, НИИЭМП при Госплане БССР, 1971 г. --71с.
- Анализ исходной социально-экономической базы воспроизводства трудовых ресурсов республики и областей / Раков А. А., Шахотько Л. П. Дулаева Р. А. и др Минск, РВЦ ЦСУ БССР, 1974 г −64с.
- Методические указания по разработке перспективного плана экономического и социального развития г. Минска на 1976—1980 гг./ Раков А. А., Шахотько Л. П., Гук В. С. и др. Минск, БПИ, 1974г—71с.
- Методические рекомендации по разработке комплексного плана экономического развития г. Минска на 1976—1980 гг., / Монич В. И., Юк З..М. Шахотько Л. П. . и др. — Минск, Вышэйшая школа, 1975 457с.
- Перспективный план социально-экономического развития г. Минска на 1976—1980 гг. / А. А. Раков, А. И. Булат, Гук В. С., Шахотько Л. П. и др. «РВЦ ЦСУ БССР, 1975 г. (ДСП) --177с.
- Комплексный план экономического и социального развития Первомайского района г. Минска на 1976—1980 гг., / Шахотько Л. П., Завриева Н. В. Криволапова М. А. и. др. РК КПБ, Минск, 1976 г (ДСП)
- Возобновление поколений нашей страны (региональный аспект) серия „Народонаселения“ Москва, „Статистика“,1978 г
- Комплексном плане экономического и социального развития Первомайского района г. Минска на 1976—1980 гг. / Шахотько Л. П. Дулаева Р. А. и др. Минск, РК КПБ, 1979 г(ДСП)
- Анализ демографического развития и занятости населения БССР (аналитический доклад) / Раков А. А., Гюрджан В. А., Шахотько Л. П., Ткаченко С. С. и др — Минск, ВИНИТИ, 1983 г.
- Комплексной программе НТП СССР 105том 4.4 /Раков А. А. Шахотько Л. П., Ткаченко С. С. Маськов Л. И. Москва,1983 г| (ДСП) 102с.
- Комплексный план экономического и социального развития Первомайского района г. Минска на 1981—1985 гг. / Шахотько Л. П., Дулаева Р. А. -Минск, Наука и техника, 1983 г. (ДСП)- 79с.
- Население в пенсионном возрасте как дополнительный источник пополнения трудовых ресурсов БССР. Научный доклад на заседании Совета по населению г. Минск, 8 декабря 1983 г./ Шахотько Л. П. Гюрджан В. А. — Минск, БелНИИТИ 1983 г. (ДСП) 25с.
- Комплексная программа НТП БССР на 1986—2005 гг. том I „Население и трудовые ресурсы“ разд. „Научно-технический прогресс и основные проблемы социально-экономического развития народного хозяйства БССР“./ Раков А. А., Ткаченко С. С. Шахотько Л. П. и др. Минск, 1984г(ДСП)
- Комплексная программа НТП БССР на 1986—2005 гг. том III Раздел 3.14 Межотраслевые региональные проблемы НТП /Козловская Л. В. Лях И. А. Раков А. А. Шахотько Л. Р. и др. Минск, АН БССР 1984 г(ДСП)
- Тенденции и пути повышения производства БССР в XI пятилетке», /Раков А. А., Ткаченко С. С. Шахотько Л. П. и др. Минск, АН БССР, 1985 г. (ДСП)
- Современные тенденции рождаемости в Белорусской ССР (Обзорная информация, серия 05.01.11)/ Валюшко Л. Н., Шахотько Л. П. Минск БелНИИНТИ 1987 г. — 36 с.
- Энциклопедия молодой семьи / редколлегия: Г. И. Герасимович, С. И. Бурова, Л. П. Шахотько и др. — Минск: БСЭ, 1987. — 663 с.
- Демографическое развитие и трудовые ресурсы БССР/ Раков А. А., Ткаченко С. С., Шахотько Л. П. Под ред.: Я. И. Рубина, А. А. Ракова — Минск: Наука и техника, 1988. — 191 с.
- Трудовой потенциал Белорусской ССР в условиях интенсификации. / А. А. Раков, Л. П. Шахотько, С. С. Ткаченко и др.; Под ред. Я. А. Гольбина. — Минск: Наука и техника, 1988. — 191 с.
- Демографическая политика в региональном разрезе / Шахотько Л. П. и др, Москва, Наука, 1988 г.
- География Белоруссии. Энциклопедический справочник. /Раков А. А., Шахотько и др. Минск, Беларуская энцыклапедыя, 1992 г.
- Современная белорусская молодежь: социальные ориентации, положение, тенденции и перспективы развития. Отчет по итогам комплексного исследования, проведенного Институтом социологии АН Беларуси. — Минск: 1993. — 97 с.
- Все для молодой семьи: Энциклопедия / Сост. С. П. Самуэль; Науч. консультанты: Л. И. Богданович, С. И. Бурова, Л. П. Шахотько и др. — Минск: БелЭл, 1995. — 684 с.
- Дети и женщины Беларуси: сегодня и завтра: национальный доклад о положении детей и женщин, 1995 / Л. П. Васюченок, З. М Юк, Л. П. Шахотько, Е. А. Сивопобова, И. А. Чуткова и др. — Минск: ЮНИСЕФ, 1995. — 126 с.
- Беларусь: лицом к человеку. Национальный отчет о человеческом развитии, 1995 / И. Абрамов, Л. Шахотько и др.; Под общ. редакцией Г. Лыча. — Минск: Беларусь, 1995 г. — 88 с.
- Belarus: turning to people. National Human Development Report, 1995 / I. Abramov, L. Shakhotska etc. — Minsk: Belarus, 1995. — 68 p.
- Миграционная ситуация в странах СНГ / Зайончковская Ж. А., Шахотько Л. П., Прибыткова И. И др. Под редакцией Ж. Зайончковской. — Москва: Прогресс, 1999. — 287 с.
- Миграция и урбанизация в СНГ и Балтии / Зайончковская Ж. А., Шахотько Л. П., Прибыткова И. И др. Под редакцией Ж. А. Зайончковской. Москва, Издательство «Адамантъ»1999. — 358 с.
- Migration in the CIS 1997—1998 1999 Edition IOM Geneva 1999, Switzerland. Internation Organization for Migration. / Shahotko L.P., Ivanova T.D. Maksakova L.P., and… Geneva, 1999 (На русском языке и английском языках)
- Миграция населения в странах СНГ: 1997—1998 гг. / Зайончковская Ж. А., Шахотько Л. П., Прибыткова И. М. и др. Под редакцией Зайончковской Ж. А. — М: МОМ, 1999. — с.?
- Беларусь: ретроспектива и перспектива. Национальный доклад о человеческом развитии / Шахотько Л. П., Гасюк Г. И. и др.; Под общ. редакцией В. Шимова, — Минск: Тарпей принтинг Хаус, 1999. — 105 с.
- Миграции в трансформирующемся обществе Аннотированный библиографический указатель литературы, изданной в странах СНГ 1992—1999 гг. Отв. ред. Ж. А. Зайончковская Центр изучения проблем вынужденной миграции в СНГ, Независимый исследовательский Совет по миграции стран СНГ и Балтии Комплекс-Прогресс. — Москва, 2000. — 520 с.
- Беларусь: поедут ли в село молодые специалисты. Научные доклады. /Анисов Л., Шахотько Л. Выпуск 5. Москва 2000
- New Demographic Faces Of Europe: The Changing Population Dynamics In Countries Of Central And Eastern Europe (Hardcover) by T Kucera, O. V Kucerova, O. B Opara, E Schaich, Shakhotska L Publisher: Springer-verlag Berlin And Heidelberg Gmbh & Co. K 2000. 463 р.
- Миграция и информация, Приложение к серии Научные доклады /Шахотько Л. П., Максакова Л. П., Иванова Т. Д. и др под. Ред. Ж.. Зайончковской Москва, Центр изучения проблем вынужденной миграции в СНГ, 2000
- Migration Trends in Eastern Europe and Central Asia. 2001—2002 Review / Shakhotska L, Geneva, IOM, 2002 — 202с.
- Миграция и приграничный режим: Беларусь, Молдова, Россия и Украина / Шахотько Л. П., Пирожков С. И., Мальновская Е., Мошняга В., и др. Под редакцией С. И. Пирожкова. — Киев: НИПМБ, 2002. — 176 с.
- Комплексный прогноз развития города Минска на период до 2020 года: ориентировочный вариант / Минский НИИ социально-экономических и политических проблем. /. Минск: МНИИСЭПП, 2002 . Т. 1: Демографический прогноз / Л. П. Шахотько и др. — 71 с.
- Тенденции в области миграции в странах Восточной Европы и Центральной Азии. Обзор за 2001—2002 / Шахотько Л. П., Максакова Л. П., Иванова Т. Д. и др. Женева-Москва: МОМ, 2002. — 219 с.
- Национальный Атлас Беларуси / В. М. Шимов, Л. П. Шахотько, и др.; Под ред. М. В. Мясниковича; Комитет по земельным ресурсам, геодезии и картографии при Совете министров Республики Беларусь. — Минск: 2002.- 292 с.
- Трудовая миграция в СНГ: социальные и экономические эффекты / Шахотько Л. П., Зайнчковская Ж. А., Прибыткова И.М Иванова Т. Д. и др. Под редакцией Зайнчковской Ж. А. — Москва: 2003. — 370 с.
- Тенденции заболеваемости, смертности и продолжительности жизни населения Республики Беларусь / Л. П. Шахотько, Е. В. Бурачевская, Л. Ф. Лешкович; Под ред. Л. П. Шахотько; Науч.-исслед. ин-т статистики (НИИ статистики). — Минск : Гл. вычисл. центр Минстата, 2003. — 249 с.
- Социальная защита: состояние, проблемы, адресность / В. А. Бобков, А. В. Рубанов, С. А. Шавель, Л. П. Шахотько и др.; Мин. НИИ соц.-экон. и полит. проблем. — Минск : МНИИСЭПП, 2004. — 148 с.
- К гендерно сбалансированному обществу. Аналитический отчет о положении женщин в Республике Беларусь/ Дунаева И. Н., Шахотько Л. П., Чуткова И. А., Бурова С. Н. Проект ПРООН «Содействие расширению общественного влияния женщин в Республике Беларусь». — Минск: Пропилеи, 2004 — с.174.
- Toward gender balanced society. Analytical Report in the Status of Women in the Republic of Belarus / Dunajeva I.N., Shakhotska L.P. Alkhovka I.A. Burova S.N. Vinokurova S.P. — Minsk: Propileji, 2004. — 170 p.
- Атлас науки Республики Беларусь / Евелькин Г. С., Шахотько Л. П., Артюхин И. М. Под общей ред. М. В. Мясниковича. — Минск: Технопринт, 2004. — 256 с.
- Экономика и общество Беларуси: диспропорции и перспективы развития. Национальный отчет о человеческом развитии 2004—2005 / Шимов В. Н., Шахотько Л. П., Удовенко И. М. Под общ. ред. Шимова В. Н. — Минск: Альтернатива-Живые краски, 2005. — 95 с.
- Belarus: Addressing imbalances in the economy and society/national human development report 2004—2005 / Shymov V., Shakhotska L. etc. — Minsk: Altiora-Live Colours, 2005. — 76 p.
- Стратегический план устойчивого развития Минска на период до 2020 года/ Рубанов А. В. Шахотько Л. П., Никитенко Н. Г. и др. / науч. рук. В. А. Бобков;. — Минск.: Юнипак, 2005.- 148 с.
- Демографический потенциал, человеческий и социальный капитал в условиях глобализации / С. Ю. Солодовников, Л. П. Шахотько, С. Л. Черныш и др. — Минск: Право и экономика, 2006. — 396 с.
- Огляд трудової міграції в Україні, Молдові та Білорусі./ Шахотько Л., Малиновськая О., Мошняга В. — Україна EC-МОМ-Sida 2007. −168 c.
- Labour Migration Assessment for the WNIS Region / Shahotko L., Malynovska O., Masneaga V. — Ukraine ES-IOM Sida 2007. −168p.
- Демографическая ситуация, человеческий и социальный капитал Республики: Беларусь: системный анализ и оценка / С. Ю. Солодовников, Л. П. Шахотько, С. Л. Черныш и др.; науч. ред. П. Г. Никитенко — Минск: Беларус. Навука, 2008—424 с.
- Научные принципы регулирования развития АПК: предложения и механизмы реализации / [В. Г. Гусаков, А. А. Раков Л. П. Шахотько и др. — Минск : Институт экономики НАН Беларуси, 2008. — 263 с. — (Серия «Агроэкономика»).
- Человеческий потенциал Республики Беларусь/ С. Ю. Солодовников, Л. П. Шахотько, С. Л. Черныш и др.; науч. ред. П. Г. Никитенко — Минск: Беларус. Навука, 2009- 716с.
- Постсоветские трансформации: отражение в миграциях / Шахотько Л. П., Максакова Л. П., Иванова Т. Д. и др.; науч. ред. Ж. А. Зайончковской, Г. С. Витковской — Москва: Адамант Ъ, 2009—412 с.
- Современная социоэкономическая динамика Республики Беларусь в контексте экономической безопасности / Солодовников С. Ю., Шахотько Л. П. и др.; науч. ред. П. Г. Никитенко. — Минск: Беларус. Навука, 2009—503 с
- Отчет национального исследования причин семейного неблагополучия в Республике Беларусь [2007―2008 / Шахотько Л. П., Бурова С. Н. и др. Детский фонд ООН (ЮНИСЕФ)], Минск: В. И. З. А. ГРУПП 2009. — 352 с.
- Экономическая безопасность: теория, методология, практика / Солодовников С. Ю., Шахотько Л. П. и др. науч. ред. П. Г. Никитенко, В. Г. Булавко. — Минск: Право и экономика, — 483 с.
- Spoltczno-ekonomiczne problemy nransformacji w Europie srodkowej I wschodniej / /Шахотько Л. П., Либанова Э. М. и др. Warszawa-Kijow-Moskwa — 2010 − 459 c.
- Антология. Современное русское зарубежье. Том шестой, книга вторая. Социология (Раздел Специфика демографической ситуации в республике.489-503) Москва «Академика» 2010 −687с.
- Основные вызовы демографической безопасности: сходства и различия в Молдове и Беларуси /Acad. de Ştiinţe a Rep. Moldova. — Ch.: I.E.P. Ştiinţa, 2010 (Tipografia «Elena V.I.» SRL). −2010 −296 p.
- Международная миграция населения на постсоветском пространстве: двадцать лет удач, ошибок и надежд. Гл. ред. В. А. Ионцев. — М. Верди 2011. — 220 с. (Научная серия: Международная миграция населения: Россия и современный мир Вып.25) -С. 44-57
- International Migration of Population in the Post-Soviet Territory: Two Decades of successes, mistakes, and expectations / Scientific Series «International Migration of Population: Russia and the Contemporary World» /Edited by Vladimir Iontsev. — М.: Verdy, 2011. —Vol. 25. — 180 p. —Р.39-44